# Бордун, Анатолий Зиновьевич
Анатолий Зиновьевич Бордун (3 марта 1921, Узловая — 22 мая 2011, Смоленск) — советский военный лётчик, гвардии полковник.

## Биография
Родился в семье Зиновия Павловича и Лидии Ивановны, где было пятеро детей.
В 1938 году окончил девять классов школы и Сталиногорский аэроклуб. В марте 1939 года был призван на службу в Красную армию. В 1940 году окончил Качинскую военную авиационную школу лётчиков, где был однокурсником Василия Сталина. После этого служил лётчиком-инструктором Тбилисской авиационной школы лётчиков, затем — командиром звена Руставской авиационной школы пилотов.
Участник Великой Отечественной войны с апреля 1944 года. В боях на 1-м Белорусском фронте был заместителем командира эскадрильи 53-го гвардейского истребительного авиаполка. Во время войны совершил 71 боевой вылет, принимал участие в воздушных боях. По другим данным совершил 125 боевых вылетов и сбил 6 немецких самолётов.
После окончания войны стал командиром эскадрильи в своём 53-м гвардейском авиаполку, затем — в 72-м гвардейском истребительном авиаполку. Летал на первых в СССР реактивных самолётах Як-15 и МиГ-9, приняв участие в первом авиационном параде реактивных самолётов в Москве 1 мая 1947 года.
Осенью 1950 года Анатолий Бордун был направлен в Китай. В звании майора принимал участие в Корейской войне в составе 72-го гвардейского полка 151-й истребительной авиационной дивизии ПВО. Именно он 9 ноября 1950 года сбил первый американский стратегический бомбардировщик «B-29». За время этой войны совершил 150 боевых вылетов, сбив 7 американских самолётов: один «B-29», четыре «F-80», два «F-86».
Вернувшись с Корейской войны, в 1955 году окончил Первые Центральные лётно-тактические курсы усовершенствования офицерского состава ВВС, после чего командовал 196-м истребительным авиаполком ПВО, затем — 297-й истребительной авиационной дивизией ПВО. 13 июля 1960 года А. З. Бордун был назначен начальником отдела боевой подготовки и боевого применения 27-го истребительного авиационного корпуса ПВО, но вскоре в звании полковника был уволен в запас.
Находясь в запасе и в отставке, проживал в Смоленске, работал на Смоленском авиационном заводе, затем — в системе ГВФ СССР.
Умер 22 мая 2011 года в Смоленске. Похоронен на городском Новом кладбище рядом с женой — Марией Петровной (1923—1997).

## Награды
- Был награждён орденом Ленина, двумя орденами Красного Знамени, орденами Александра Невского и Отечественной войны 2-й степени, тремя орденами Красной Звезды, а также медалями, среди которых «За боевые заслуги», «За освобождение Варшавы», «За победу над Германией», «За доблестный труд», «Ветеран труда» и юбилейные медали СССР.
- Почётный гражданин Познани.